# 5-metilcitosina
La 5-metilcitosina (5mC) è una forma metilata della base azotata citosina nella quale un gruppo metile è attaccato al carbonio 5. Tale conformazione, che modifica sensibilmente la struttura della citosina, non ne modifica in ogni caso le proprietà di appaiamento con la guanina. La citosina viene trasformata in 5-metilcitosina grazie all'azione dell'enzima DNMT (DNA metiltransferasi) coadiuvata dal coenzima SAM (S-adenosil metionina) che dona il gruppo metile.

## Scoperta
Mentre cercava di isolare la tossina batterica responsabile della tubercolosi, W. G. Ruppel isolò un nuovo acido nucleico chiamato acido tubercolinico nel 1898 da Mycobacterium tuberculosis. L'acido nucleico risultava insolito, in quanto conteneva, oltre alla timina, alla guanina e alla citosina, un nucleotide metilato. Nel 1925, Johnson e Coghill rilevarono con successo una piccola quantità di un derivato della citosina metilata come prodotto dell'idrolisi dell'acido tubercolinico con acido solforico.  Questa ricerca è stata severamente criticata perché la loro identificazione si basava esclusivamente sulle proprietà ottiche del picrate cristallino e altri scienziati non sono riusciti a riprodurre lo stesso risultato.  La sua esistenza fu però dimostrata nel 1948, quando Hotchkiss separò gli acidi nucleici del DNA dal timo di vitello usando la cromatografia su carta, mediante la quale rilevò una citosina metilata unica, abbastanza distinta dalla citosina convenzionale e dall'uracile. Dopo sette decenni, si è scoperto che è anche una caratteristica comune in diverse molecole di RNA, sebbene il ruolo preciso sia incerto.

## In vivo

Struttura chimica della citosina

La 5-metilcitosina è una modificazione epigenetica indotta dall'azione delle DNA metiltransferasi. La sua funzione può variare significativamente tra le specie:
- nei batteri, la 5-metilcitosina si può trovare in numerosi siti ed è spesso usata per proteggere il DNA dai tagli di enzimi di restrizione endogeni (sensibili alla metilazione delle sequenze);
- nelle piante, la 5-metilcitosina si trova nelle regioni CpG, CpNpG e CpNpN (con N = A, C o T);
- nei funghi e negli animali, la 5-metilcitosina si presenta tipicamente presso le isole CpG che, sebbene siano ipometilate nella maggior parte degli altri eucarioti, presentano una elevata metilazione (circa del 70-80%) nei vertebrati.

Se una spontanea deaminazione può trasformare una citosina in un uracile, riconosciuto e rimosso dagli enzimi per la riparazione del DNA, la deaminazione della 5-metilcitosina conduce alla formazione di timina, con conseguente mutazione non riconosciuta dagli enzimi.

## In vitro
La 5-metilcitosina può essere deaminata in vitro attraverso reagenti come acido nitrico per ottenere timina. Per tale fine non è invece possibile utilizzare un trattamento con bisolfito, che deamina invece i residui citosinici. Tale differenza nelle capacità deaminanti può essere utilizzata per valutare i pattern di metilazione del DNA attraverso il cosiddetto sequenziamento con bisolfiti.